# Діллінджер (фільм, 1945)
«Діллінджер» (англ. Dillinger) — чорний гангстерський фільм 1945 року режисера Макса Носсека. Фільм розповідає про знаменитого американського гангстера Джона Діллінджера, роль якого виконав Лоренс Тірні. Незважаючи на порівняно скромний бюджет, фільм мав великий комерційний успіх. Критика також високо оцінила художні якості картини, особливо виділивши гру актора Тірні в головній ролі.

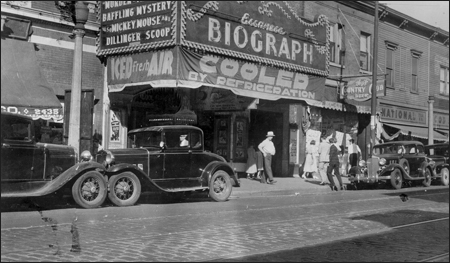
Чиказький біографічний театр. 1934

## Сюжет
У фільмі розповідається про Джона Діллінджера американського гангстера 1930-х років від його першої дрібної крадіжки до його вражаючого ско́ну в 1934 році біля чиказького біографічного театру. Через численні пограбування банків і втечу з тюрми він був оголошений ворогом номер один.

## Ролі виконують
- Лоренс Тірні[en] — Джон Діллінджер
- Едмунд Лоу — Спекс Ґрін
- Енн Джефріс — Гелена Роджерс
- Едуардо Чянеллі — Марко Мінеллі
- Еліша Кук[en] — Кірк Отто

## Навколо фільму
Через те, що багато консервативних соціальних та релігійних груп вважали фільм «жорстоким і сенсаційним» правління цензури Чикаго заборонило показувати фільм у Чикаго на два роки. Його нарешті показали 30 травня 1947 року в Східному театрі в центрі Чикаго та в Біографічному театрі, де справжній Джон Діллінджер був застрелений ФБР після того як він щойно переглянув кінострічку «Манхеттенська мелодрама» 1934 року.